# Хоја! Леро!
Хоја! Леро! је југословенски историјски драмски филм из 1952. године написан и режиран од стране Вјекослава Афрића користећи историјску драму Дубравка дубровачког песника Ивана Гундулића као подложак.

## Радња
Веће старих Словена, додељујући Виљенку, најљепшу девојку племена, ратнику Кохану, доноси једну неправедну одлуку, јер она воли другога. Далибор, Виљенкин вољени, већ у следећем ратном сусрету са непријатељем, покушава да докаже своју храброст, па самим тим и да натера веће до промени своју првобитну одлуку и њему препусти Виљенку.

## Улоге
| Глумац          | Улога   |
| --------------- | ------- |
| Доротеа Матулић | Виљенка |
| Маријан Ловрић  | Далибор |
| Јожа Грегорин   | Кохан   |
| Виктор Бек      |         |
| Браслав Борозан |         |
| Дејан Дубајић   |         |
| Михајло Фаркић  |         |
| Мато Грковић    |         |
| Јозо Лауренчић  |         |
| Миша Мирковић   |         |

Комплетна филмска екипа  ▼
| Редитељ                   | Вјекослав Афрић        |                                           |
| Сценариста                | Вјекослав Афрић        |                                           |
| Композитор                | Крешимир Барановић     |                                           |
| Директор фотографије      | Вуко Карановић         |                                           |
| Монтажер                  | Маја Лазаров           | (као Маја Рибар)                          |
| Сценограф                 | Антон Жунић            |                                           |
| Уметнички директор        | Вера Димитријевић      |                                           |
| Костимограф               | Невенка Георгијевић    |                                           |
| Одсек за шминку           | Вера Грбић             | шминкерка                                 |
| Одсек за шминку           | Савета Ковац           | шминкерка                                 |
| Одсек за шминку           | Иван Лалић             | шминкер                                   |
| Одсек за шминку           | Драгица Миливојевић    | шминкерка (као Драгица Стојменовић)       |
| Одсек за шминку           | Зорица Рандиц          | асистент шминкера (као Зорица Јаковљевић) |
| Менаџер продукције        | Сретен Јовановић       | директор филма                            |
| Менаџер продукције        | Александар Миловановић | директор филма                            |
| Уметнички одсек           | Властимир Гаврик       | асистент уметничког директора             |
| Уметнички одсек           | Ђура Рашић             | сет дизајнер                              |
| Уметнички одсек           | Диме Сумка             | сет дизајнер                              |
| Одсек за звук             | Драгољуб Гојковић      | асистент тонског сниматеља                |
| Одсек за звук             | Драган Гроздановић     | асистент тонског сниматеља                |
| Одсек за звук             | Радмило Вуловић        | тон мајстор (као Раша Вуловић)            |
| Одсек за камеру и расвету | Секула Бановић         | пратилац камере                           |
| Одсек за камеру и расвету | Свето Костадинов       | техничар за осветљење                     |
| Одсек за камеру и расвету | Милан Милијановић      | пратилац камере                           |
| Одсек за костим           | Дара Ћурчин            | гардеробер (као Даринка Ћурчин)           |
| Одсек за костим           | Миланка Султановић     | гардеробер                                |
| Музички одсек             | Димитрије Парлић       | (кореограф)                               |
| Остала екипа              | Нада Марковић          | секретар режије                           |